# Beate Bube
Beate Bube (* 29. August 1964 in Kassel) ist eine deutsche Juristin. Sie ist seit 2008 die Präsidentin des Landesamtes für Verfassungsschutz Baden-Württemberg.

## Leben

### Ausbildung
Beate Bube besuchte von 1970 bis 1974 die Grundschule in Karlsruhe-Rüppurr und von 1974 bis 1983 das Max-Planck-Gymnasium Karlsruhe-Rüppurr, wo sie das Abitur erlangte. Von August 1983 bis Februar 1984 war sie im Rahmen eines Auslandsaufenthaltes in Paris und machte anschließend von April 1984 bis Juni 1986 zunächst eine Berufsausbildung zur Bankkauffrau. Anschließend studierte sie von April 1987 bis März 1988 Volkswirtschaftslehre an der Universität Mannheim und von April 1988 bis Juni 1992 Rechtswissenschaften an der Universität Heidelberg, das sie mit dem ersten Staatsexamen abschloss. Sie absolvierte von Oktober 1992 bis Januar 1995 das Referendariat beim Landgericht Karlsruhe und erreichte das zweite Staatsexamen.
Sie nahm von Oktober 1999 bis Dezember 2000 an einem Lehrgang der Führungsakademie des Landes Baden-Württemberg teil. 

### Laufbahn
Bube war nach Absolvieren ihrer Berufsausbildung von Juni 1986 bis März 1987 bei einer Bank tätig. Nach Ablegen der Staatsexamina trat sie in den Justizdienst des Landes Baden-Württemberg ein und war zunächst von Februar bis Dezember 1995 Straf- und Zivilrichterin an den Amtsgerichten Maulbronn und Pforzheim. Sodann war sie von Januar 1996 bis Februar 2001 Richterin am Verwaltungsgericht Karlsruhe, bevor sie von März bis November 2001 Mitglied der Leitung der Justizvollzugsanstalt Bruchsal war. Sie wechselte in das Ministerium der Justiz Baden-Württemberg, wo sie innerhalb der Abteilung Justizvollzug von Dezember 2001 bis Juni 2002 zunächst die stellvertretende Leiterin des Personalreferates und von Juli 2002 bis Dezember 2007 schließlich die Leiterin des Personalreferates für den Justizvollzug war. 
Mit Wirkung vom 1. Januar 2008 wurde Bube auf Vorschlag des damaligen Justizministers Ulrich Goll (FDP) als parteilose Nachfolgerin von Johannes Schmalzl zur Präsidentin des Landesamtes für Verfassungsschutz ernannt. Sie ist die erste Frau, die dieser Landesbehörde vorsteht.

### Engagement und Persönliches
Bube ist verheiratet und hat keine Kinder.
Sie engagiert sich im Schulnetzwerk Schule ohne Rassismus – Schule mit Courage. So ist sie Patin der Friedrich-Ebert-Schule in Esslingen.